# 格薩拉加半島
62°28′45.3″S 59°40′00″W / 62.479250°S 59.66667°W

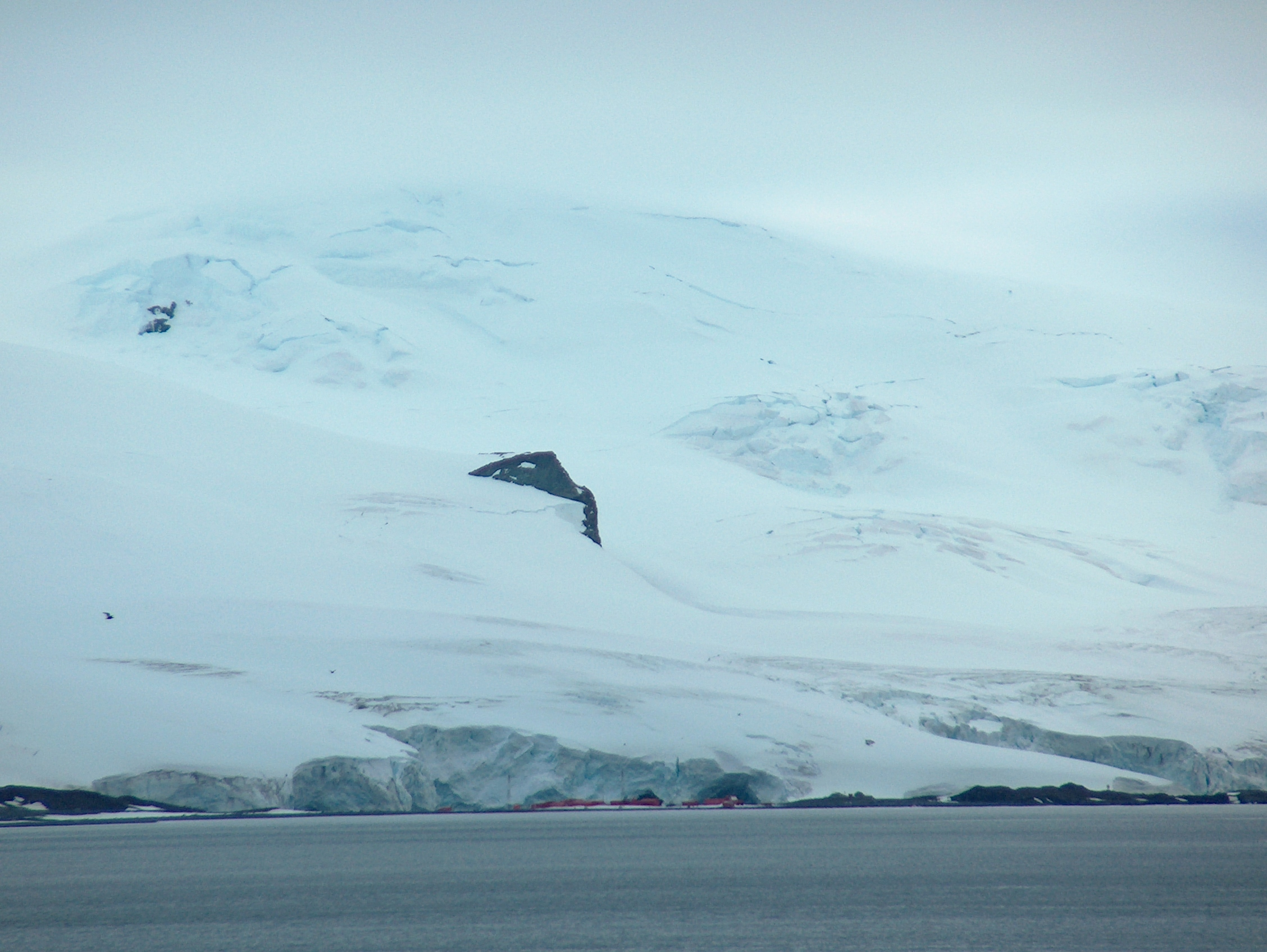

格薩拉加半島是南極洲的半島，位於南設得蘭群島中格林尼治島的發現號灣東部，處於阿什角西南面1.38公里、費雷爾角東北面2.67公里和斯帕克角東南面5.03公里，長0.7公里、寬0.3公里，現時由南極條約體系管理。

## 外部連結
- SCAR Composite Antarctic Gazetteer（页面存档备份，存于）.